# 지본금지착색홍백매도

《지본금지착색홍백매도》, 오가타 고린, 18세기 초.

《지본금지착색홍백매도》(紙本金地著色紅白梅図 시혼킨지차쿠쇼쿠 고하쿠바이즈[*])는 일본의 화가 오가타 고린 (1658~1716)이 그린 병풍이다. 한쪽에 두 판씩 총 네판으로 이뤄진 병풍으로, 독특한 물결을 이루며 흘러가는 강을 사이에 두고 왼쪽에는 흰색, 오른쪽에는 붉은색 매화가 달린 나무가 서있는 봄날의 풍경을 담았다.
일본의 대표적인 서화 작품 중 하나이며 일본 국보로 등재되어 있다. 현재 시즈오카현 아타미시의 MOA 미술관에 소장되어 있다.

## 상세

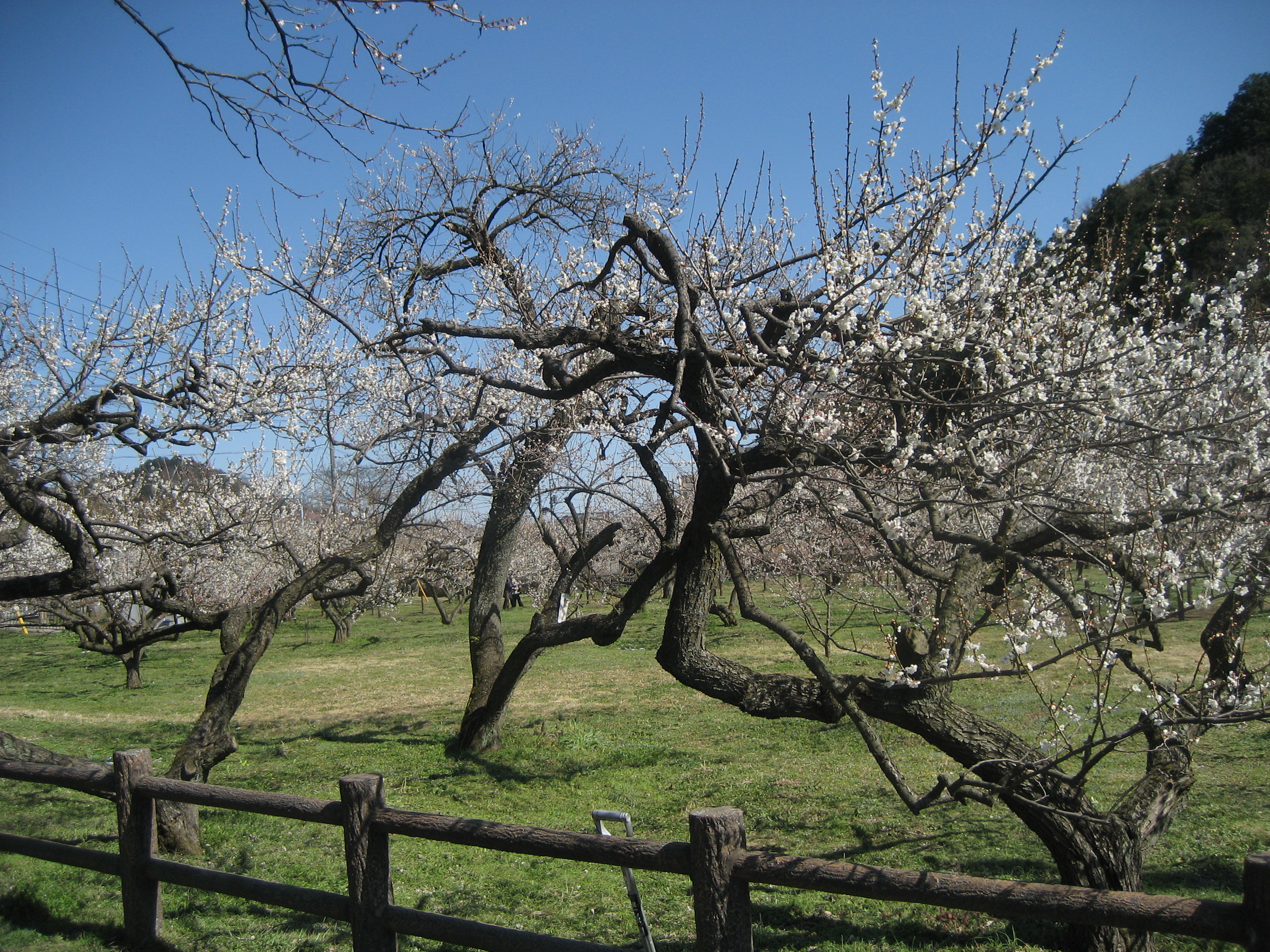
매화나무

《홍백매도》는 간단하면서도 우아한 구성의 작품이다. 독특한 물결 무늬를 내보이며 흘러가는 강물을 가운데에 두고, 그 왼편에는 흰색 매화가, 오른편에는 붉은색 매화가 서 있는 모습을 묘사하였다. 매화가 핀 모습을 그렸다는 점으로 봄날의 풍경을 담아낸 것임을 유추할 수 있다.
《홍백매도》의 제작연대는 미상이지만 오가타 고린의 활동 시기 중 후반기에 그려진 것으로 보이며 죽기 전에 남긴 마지막 작품 중 하나라는 설이 있다. 미술사학자 야마네 유조 (山根有三)는 서명과 기법, 구성으로 미뤄보아 제작연대를 작가가 사망하기 직전인 1714년에서 1715년으로 본다. 양쪽 병풍에 모두 '호슈쿠' (方祝)란 글자의 낙관이 찍혀 있지만 서명은 각각 다른데, 왼편에는 '호쿄 고린' (法橋光琳)으로, 오른편에는 '세세 고린' (青々光琳)으로 쓰여져 있다. 오른편의 세세고린이라는 것은 고린이 1704년부터 1709년까지 에도에 머무르다 떠났을 즈음에 사용하기 시작한 서명이다.
두 판짜리 병풍 두 짝에 종이를 붙이고 채색한 것으로, 각 병풍의 크기는 156.5 × 172.5 센티미터에 달한다. 고린은 이른바 다라시코미라는 기법을 사용하였는데 처음에 그린 그림이 마르기 전에 종이를 다시 깔고 그 위에 다시 덧붙여 그리는 점층 방식으로, 이를 통해 나무의 얼룩 무늬를 그대로 보전하였다. 또 고린이 창시한 린파의 모범적인 예시로 간주된다.
병풍 전반에 걸쳐 정방형 격자 무늬가 채워져 있는데, 한때는 바탕층에 은박과 금박을 덧씌워 그림을 완성했기 때문으로 추정되었다. 그림 바탕층은 금색을 띄고 있어 금박을 붙인 것으로 추정되었는데, XRF 분석 결과로는 극소량의 금이 섞여들어간 유기안료를 쓴 것으로 나왔다. 그림 속의 검은색 부분은 황에 노출되어 검게 변한 은박이거나, 푸른 안료 속의 남동석 성분이 사라지며 검게 변한 것으로 추정되었다. 하지만 이 역시 XRF 분석결과를 통해 오로지 유기안료만 사용된 것으로 밝혀졌다. 나무 부분의 분석 결과는 확실하지는 않지만 방해석이나 진사 같은 광물로 만든 안료로 칠한 것이며, 싹눈 같은 부분에는 또다른 유기 안료를 쓴 것으로 조사되었다.

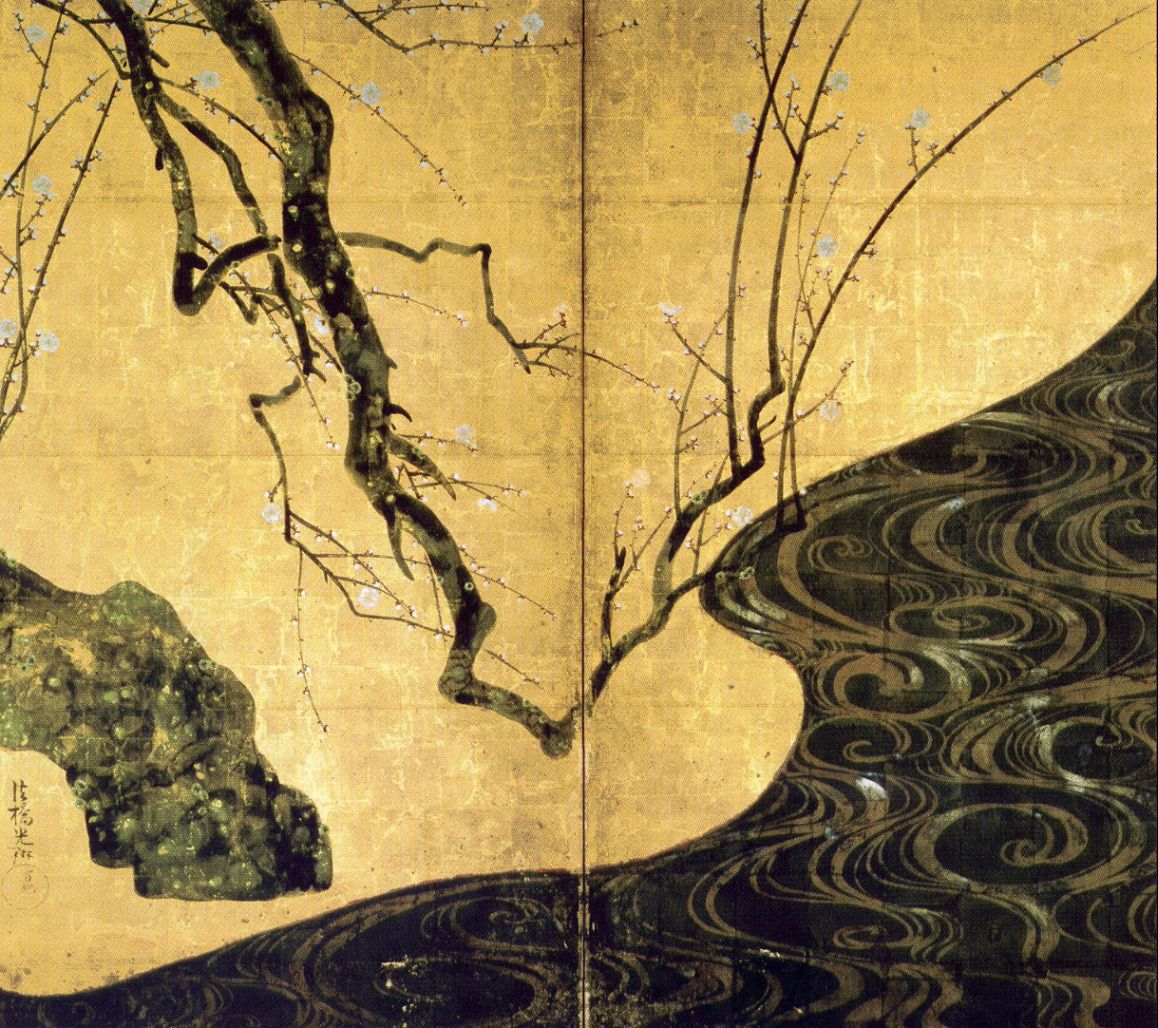
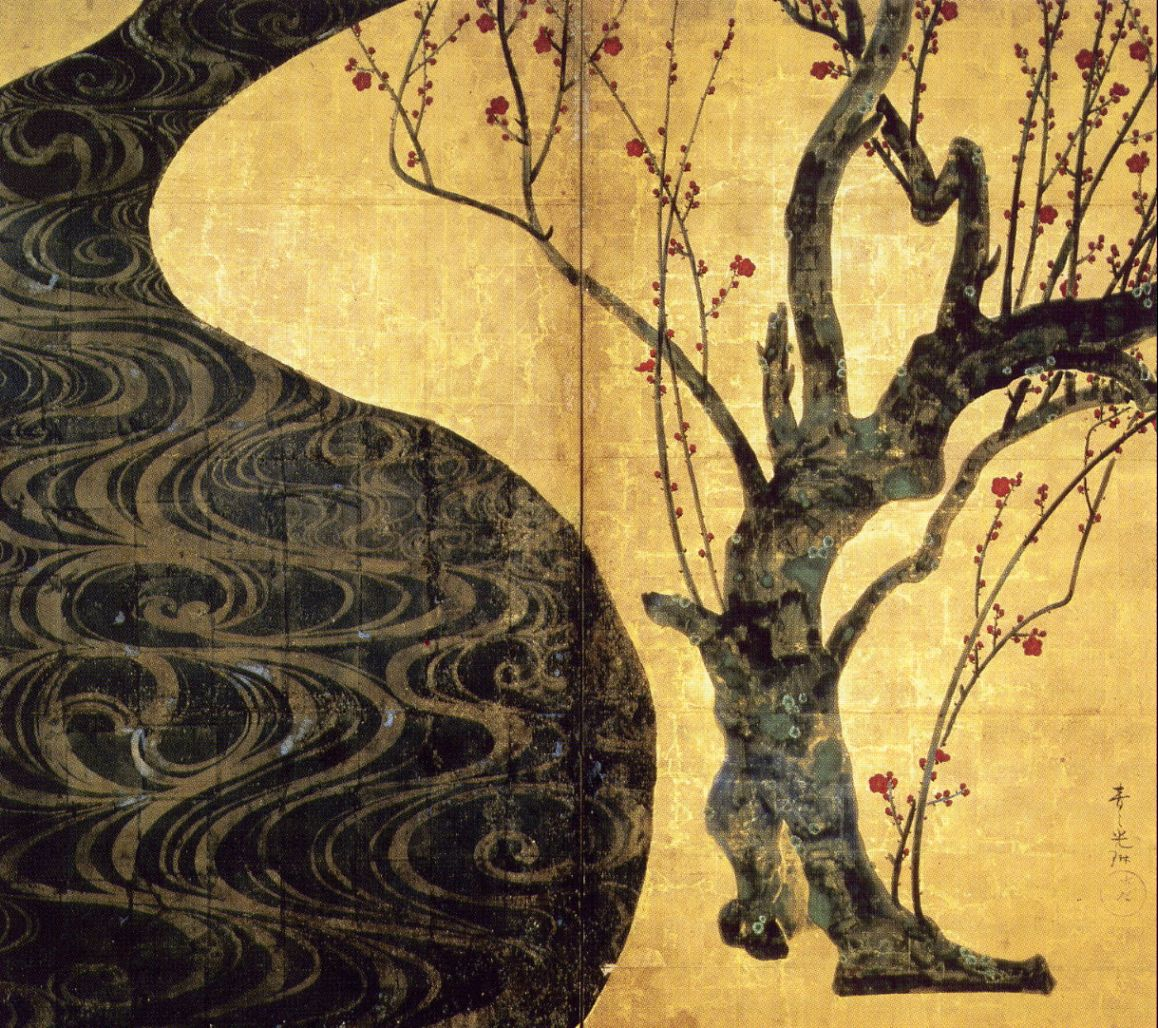

## 출처

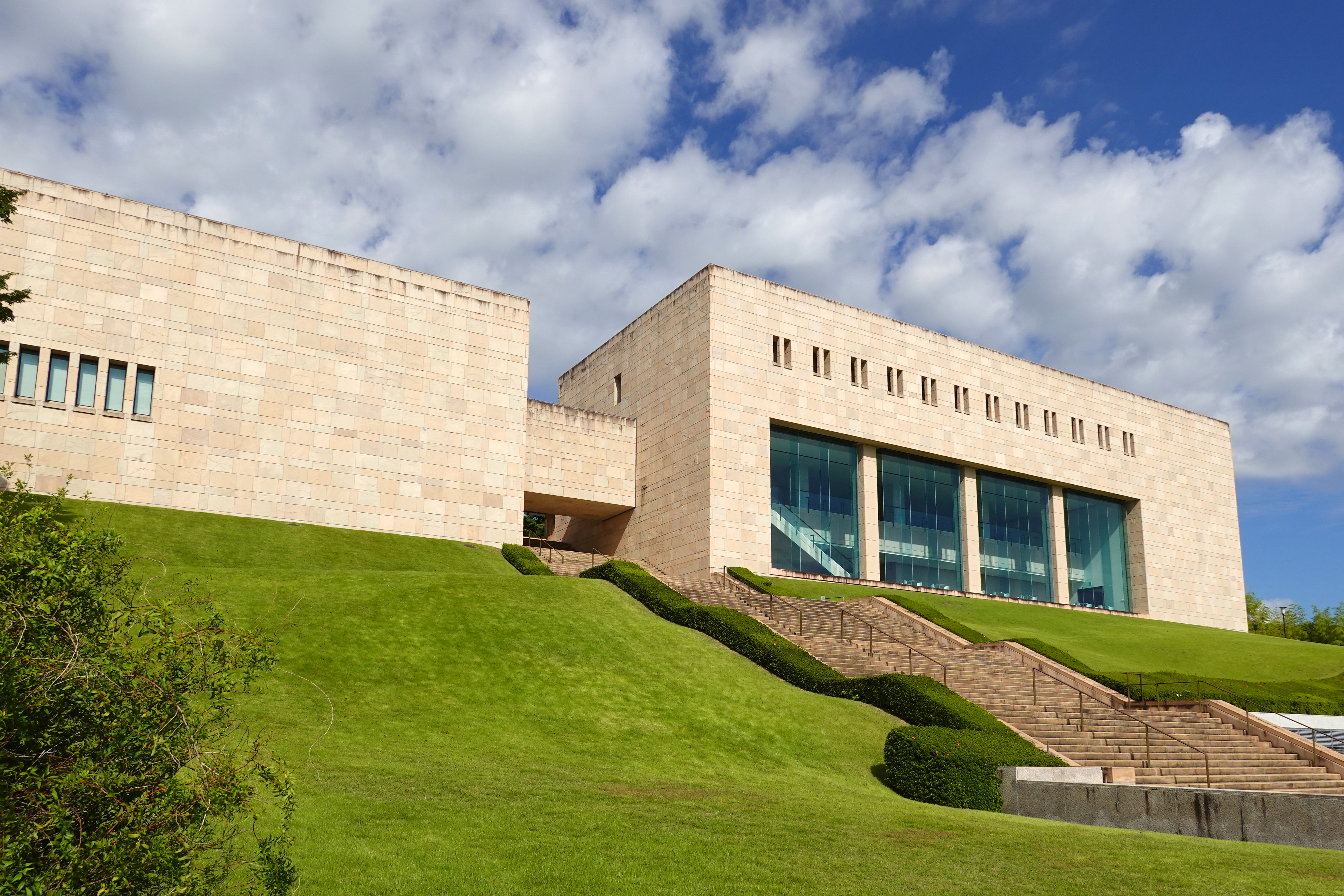
MOA 미술관. 매화가 피는 겨울철이 되면 이 작품을 전시한다.

## 영향
《홍백매도》는 고린이 그린 작품 중 가장 훌륭한 작품으로 평가되며 일본 미술계에서 가장 잘 알려진 작품 중 하나이기도 하다.
NHK 대하드라마 《겐로쿠 요란》 (元禄繚乱)은 《홍백매도》의 풍경을 컴퓨터 애니메이션으로 재현한 것을 오프닝으로 삼았다.

### 내용주
1. ↑  사실 오가타 고린이 남긴 작품 중 제작연대가 확실히 밝혀진 것은 단 석 점 뿐이다.[5]
2. ↑  「尾形光琳筆 梅花図屏風に就て」,『國華』, 201호, p. 569 (1907)

### 참조주
1. 1 2 3 4  Nikoru 1997, 291쪽.
2. ↑  Hayakawa 등. 2007, 57쪽.
3. 1 2  Carpenter 2012, 146쪽.
4. 1 2 3 4  Hayakawa 등. 2007, 58쪽.
5. 1 2 3  Daugherty 2003, 41쪽.
6. ↑  Daugherty 2003, 42쪽.
7. 1 2 3  Hayakawa 등. 2007, 62쪽.
8. 1 2 3  Daugherty 2003, 39쪽.
9. ↑  Daugherty 2003, 43쪽.
10. ↑  Daugherty 2003, 39–40쪽.
11. ↑  Daugherty 2003, 40쪽.

## 참고 문헌
- Carpenter, John T. (2012). 《Designing Nature: The Rinpa Aesthetic in Japanese Art》. Metropolitan Museum of Art. ISBN 9781588394712.
- Daugherty, Cynthia (March 2003). “Historiography and Iconography in Ogata Korin's Iris and Plum Screens”. 《人間科学編》 (규슈 기술연구소) (16): 39–91. 2017년 9월 28일에 원본 문서에서 보존된 문서. 2017년 11월 9일에 확인함.
- Hayakawa, Yasuhiro; Shirono, Seiji; Miura, Sadatoshi; Matsushima, Tomohide; Uchida, Tokugo (2007). “Non-Destructive Analysis of a Painting, National Treasure in Japan” (PDF). 《Advances in X-ray Analysis》 (JCPDS-International Centre for Diffraction Data) 50: 57–63. ISSN 1097-0002. 2016년 12월 20일에 원본 문서 (PDF)에서 보존된 문서. 2017년 11월 9일에 확인함.
- Nikoru, C. W. (1997). 《Japan: The Cycle of Life》. Kodansha International. ISBN 978-4-7700-2088-8.